# Hällristningarna vid Møllerstufossen

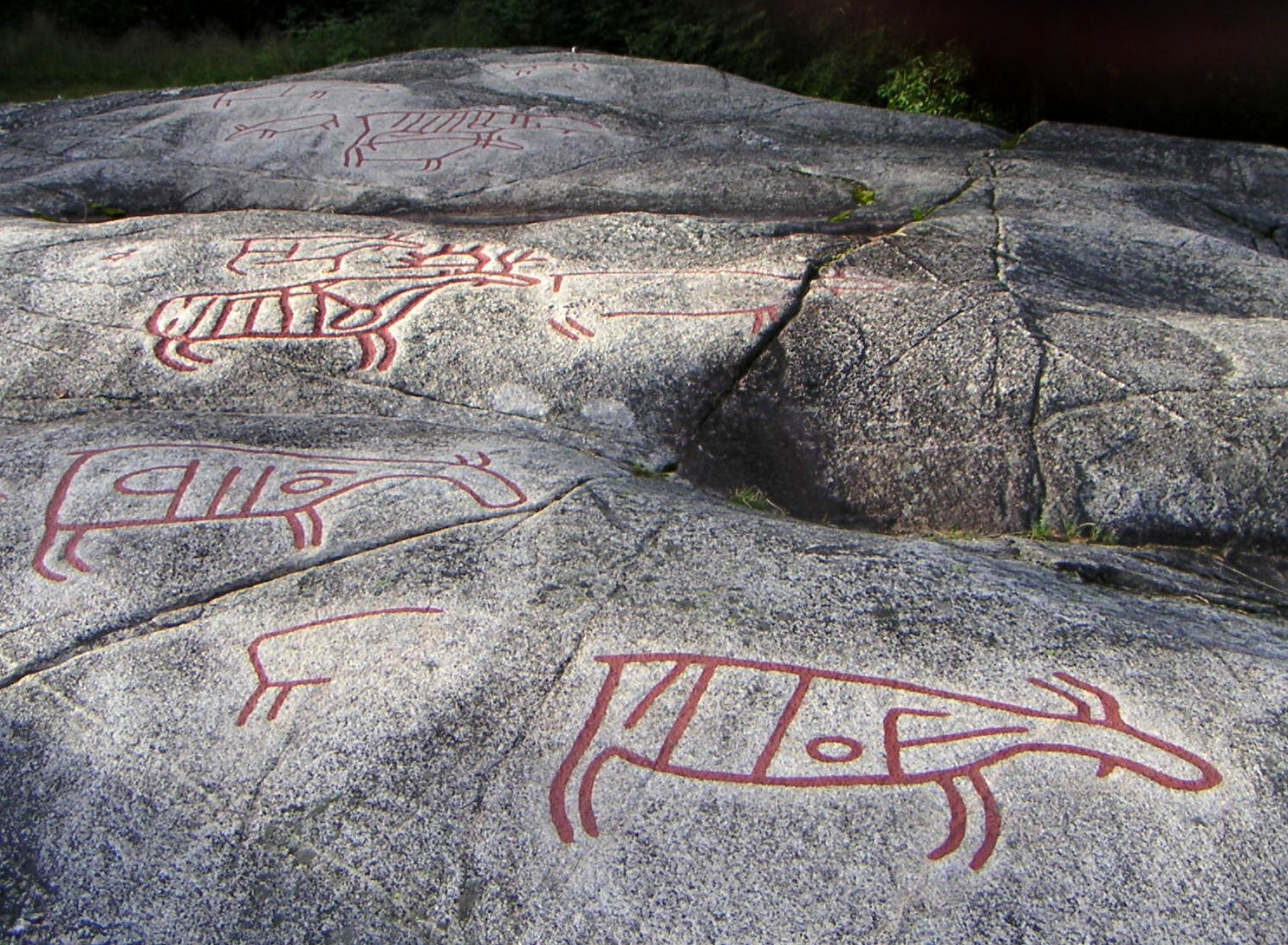
Hällristningarna vid Møllerstufossen är mer än 6000 år gamla.

Hällristningarna vid Møllerstufossen, är ett hällristningsfält vid Nordsinni i Nordre Lands kommun, Oppland i Norge. Dessa upptäcktes 1961 på en rundhäll vid floden ved Etnafloden. Detta är ett fält med jaktristningar från stenåldern. Fältet täcker omkring 20 m², och består av totalt 14 figurer, varav några är osäkra. Av dessa visar 11 figurer avbildningar av klövdjur, mest sannolikast älgar, en bäver och ett obestämt pälsdjur. Den största av figurerna är omkring 90 cm långt och är osedvanligt djupt och tydligt huggen. Den föreställer en älgoxe med ett stort horn. De övriga älgarna är honor.
Denna sorts bergkonst, som kallas för jaktristningar, är motivmässigt präglade av de de vilt levande klövdjuren, och ofta är det honorna som framställs. En helt speciell egenskap är att man synliggjort dess organ, som en naturlig del av djuret. Det är även vanligt att ristningarna har placerats vid vattnet. Det är en bra anledning till att förmoda att hällristningarna vid Møllerstufossen gjordes någon gång för mellan 8 000 och 6 000 år sedan.
Ristningarna ligger alldeles intill fylkesvei 33 omkring 10 km väster om Dokka. De skyltas och syns tydligt, och området har tillrättalagts med plattformar för besökande.

## Galleri

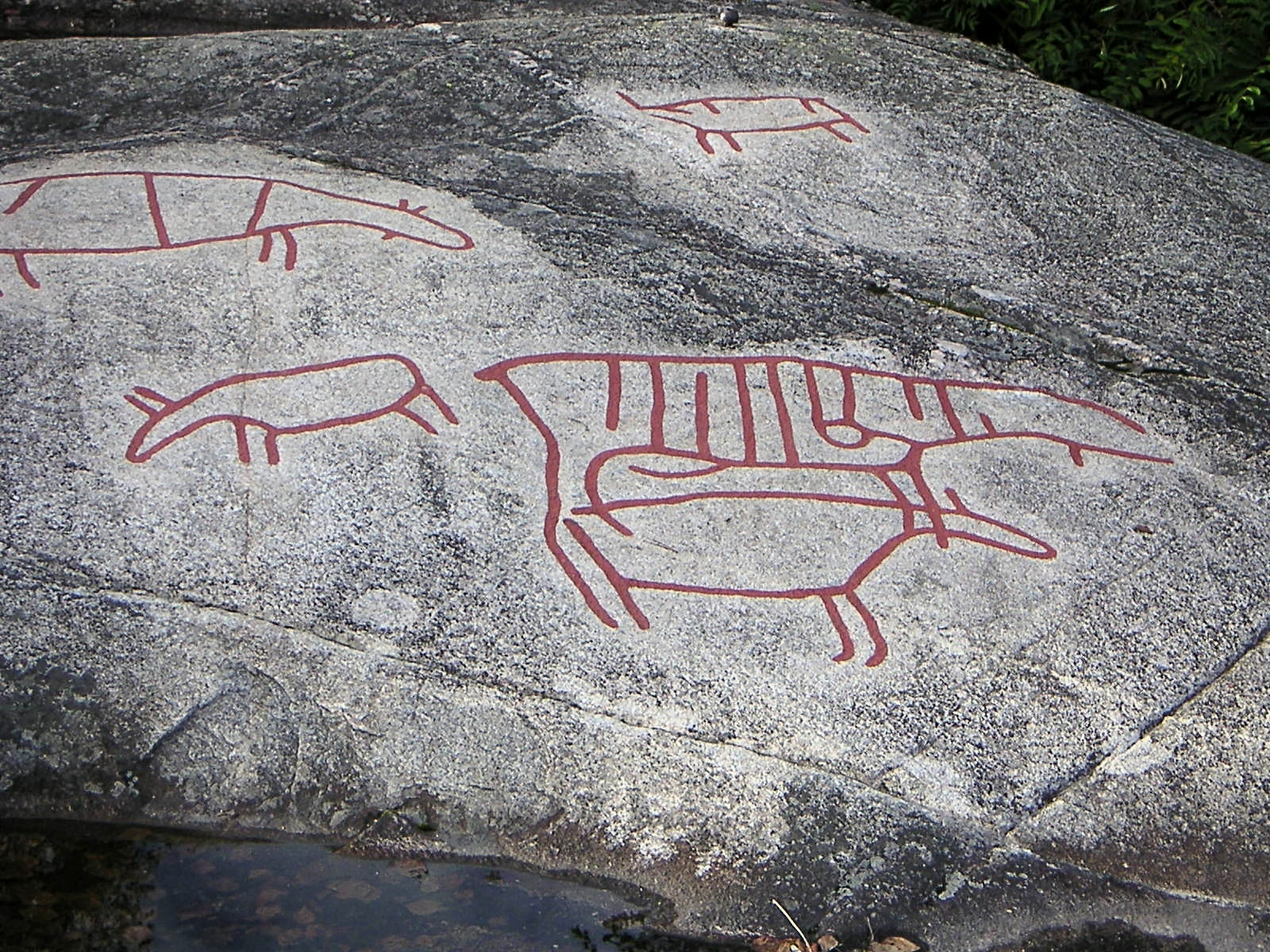
Hällristningarna vid Møllerstufossen.
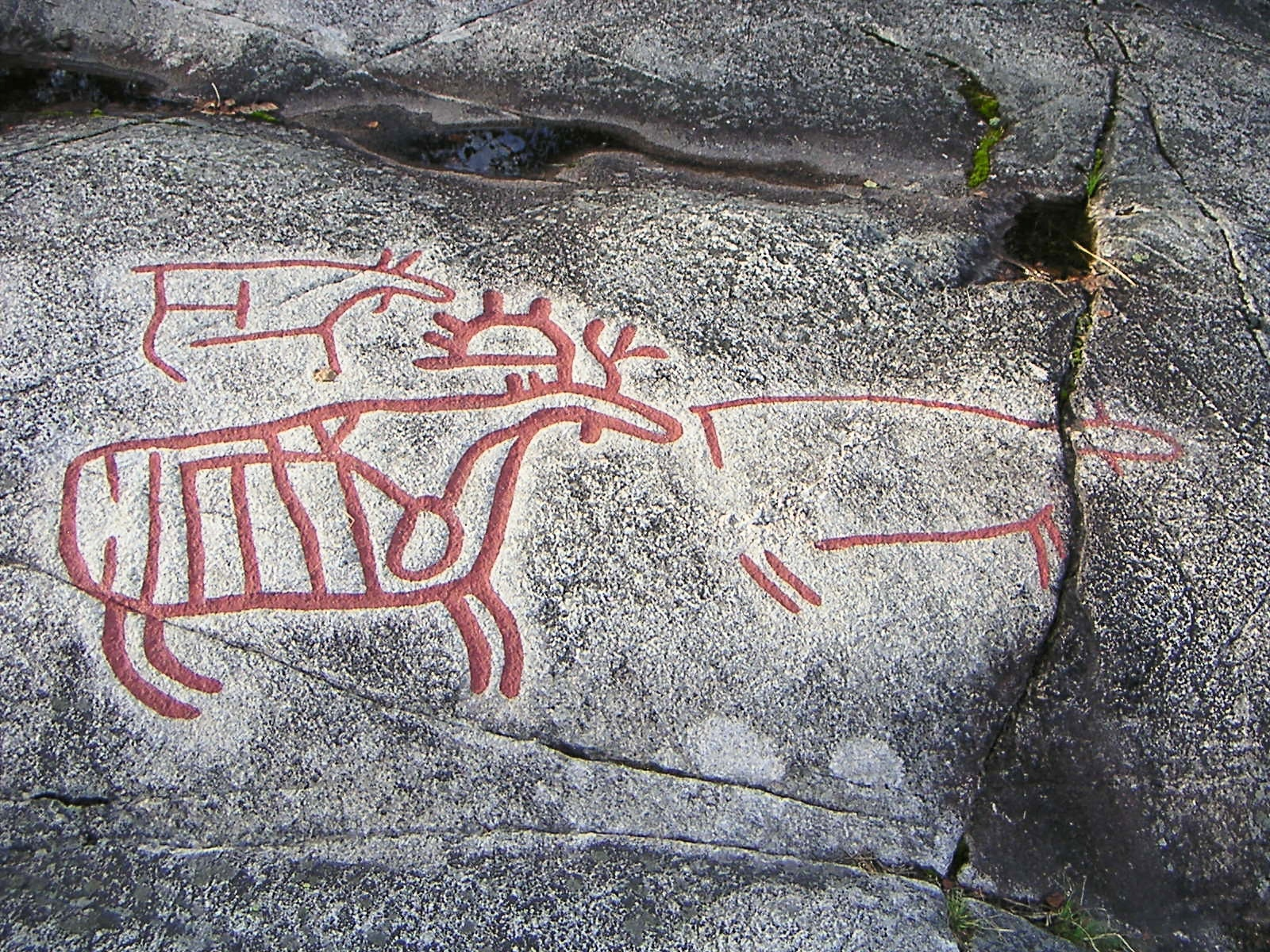
Hällristningarna vid Møllerstufossen.
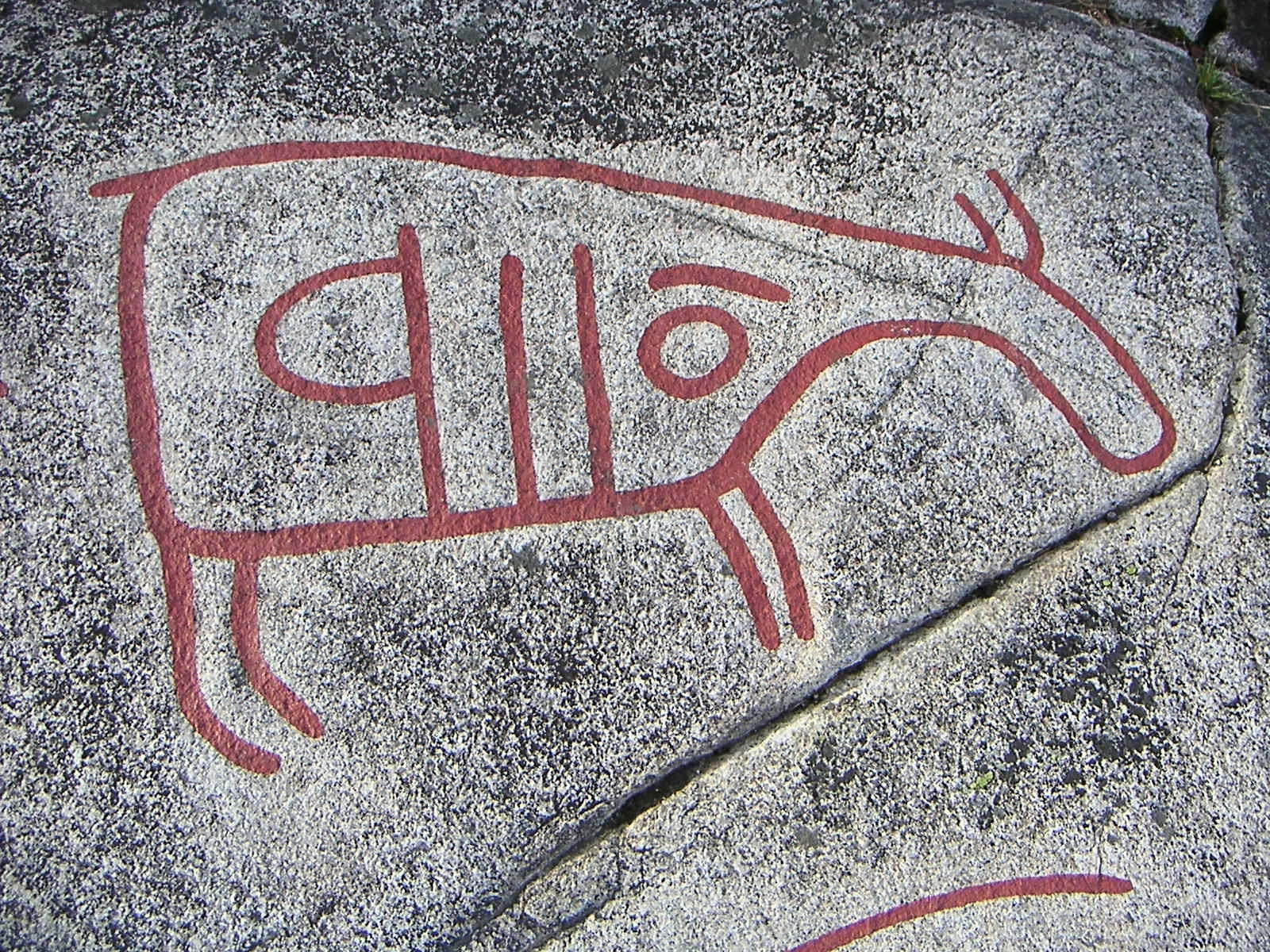
Hällristningarna vid Møllerstufossen.
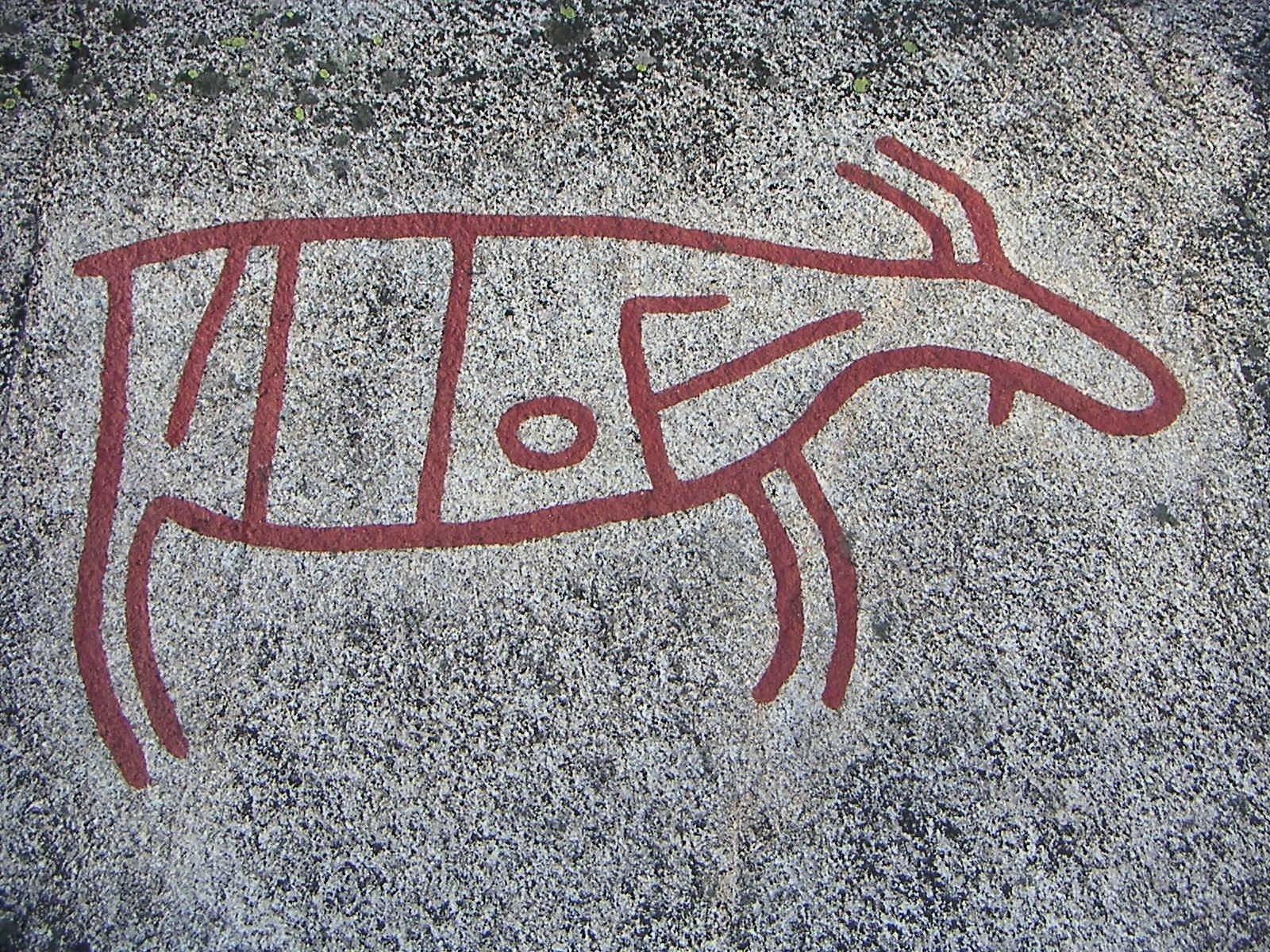
Hällristningarna vid Møllerstufossen.
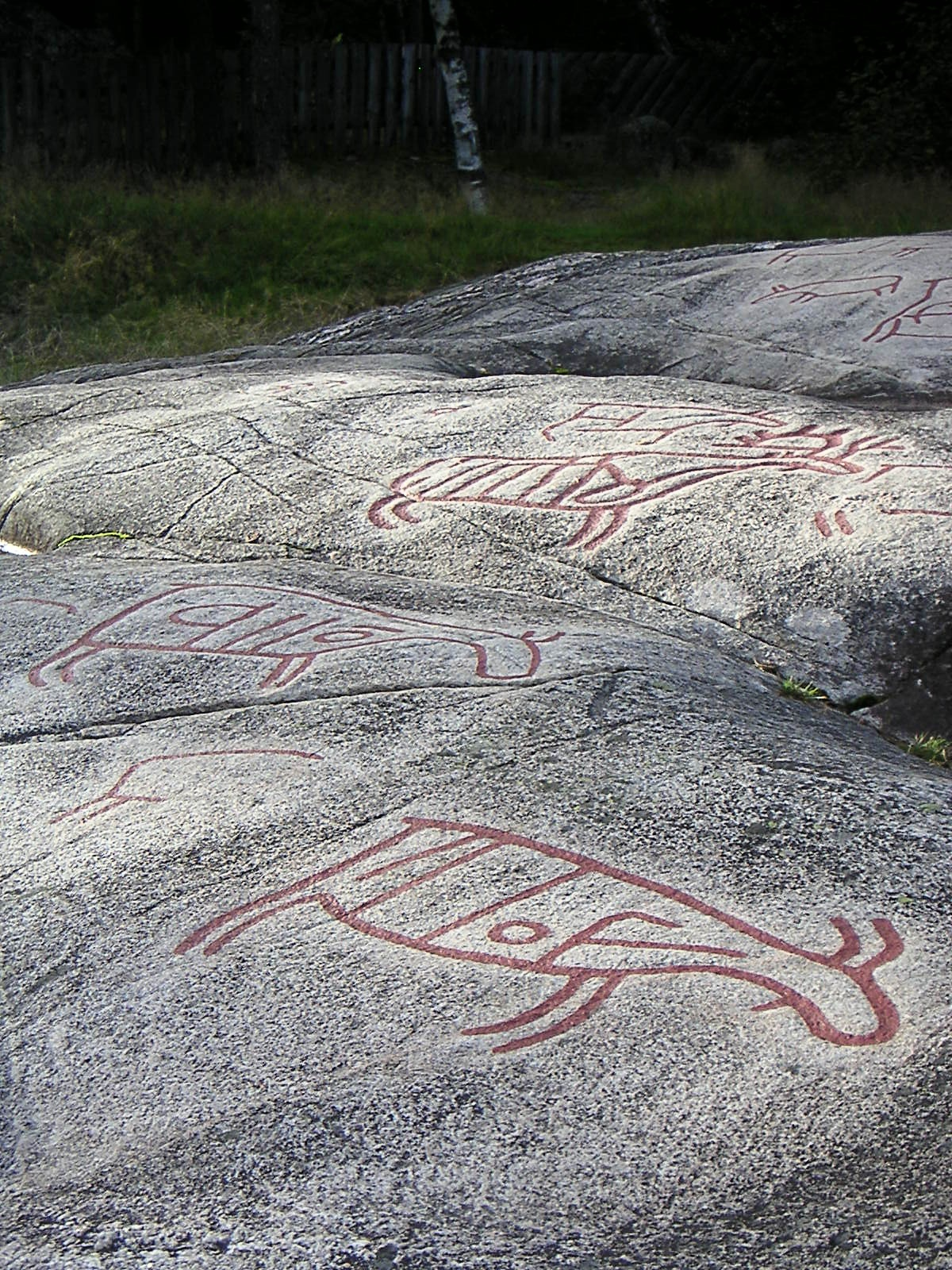
Hällristningarna vid Møllerstufossen.
Närbildsmontage av några av hällristningarna.